# Кутроне, Патрик
Па́трик Кутро́не (итал. Patrick Cutrone; 3 января 1998, Комо, Италия) — итальянский футболист, нападающий клуба «Комо».

## Клубная карьера
Патрик начинал свою карьеру в любительских коллективах из своего родного города. В восьмилетнем возрасте он присоединился к знаменитой академии «Милана». Одиннадцать лет игрок выступал за детские, юношеские и молодёжные команды «россонери», плавно переходя из категории в категорию. В сезоне 2016/17 молодой игрок стал привлекаться к тренировкам и матчам первой команды клуба.
Его дебют за «Милан» состоялся 21 мая 2017 года в матче 37-го тура Серии А против «Болоньи». Первый официальный гол за «Милан» Кутроне забил 3 августа 2017 года в ответном матче 2-го квалификационного раунда Лиги Европы против «КС Университатя». 20 августа 2017 года забил свой первый гол в Серии А в матче против «Кротоне», завершившимся со счетом 3:0 в пользу «Милана». 10 февраля 2018 года в матче против «СПАЛА», оформил свой первый «дубль» в карьере. Всего в сезоне 2017/18 сыграл в 46 матчах и забил 18 мячей, став лучшим бомбардиром команды.
31 июля 2019 года Кутроне перешёл в «Вулверхэмптон Уондерерс». 21-летний итальянский форвард подписал с клубом из английской Премьер-лиги контракт на четыре года. Ориентировочная сумма трансфера — 22 миллиона евро.
14 марта 2020 сдал положительный тест на коронавирус.

## Международная карьера
Форвард представлял Италию на юношеском уровне, отыграв за неё в общей сложности пятьдесят семь встреч и забив в них двадцать семь голов. В составе этих сборных игрок принимал участие на юношеских чемпионатах Европы в возрастных категориях до 17 и до 19 лет.
1 сентября 2017 года дебютировал за сборною Италии (до 21 года) в матче против сборной Испании (до 21). Три дня спустя, забил свой первый гол за сборною в матче против сборной Словении (до 21 года). 5 октября 2017 года сделал свой первый «дубль» за сборною в матче против сборной Венгрии (до 21 года).
В марте 2018 года Патрик был впервые вызван в состав взрослой сборной Италии на товарищеские матчи в Лондоне против Аргентины и Англии. 23 марта 2018 года, в матче против сборной Аргентины, дебютировал за Италию, выйдя на замену вместо Чиро Иммобиле на 74-й минуте игры.
Летом 2019 года Патрик был приглашён в сборную для участия в чемпионате Европы среди молодёжных команд, который состоялся в Италии. В третьем матче в группе против Бельгии он отличился голом на 53-й минуте, и его команда победила 3:1.

## Статистика
| Клуб                    | Сезон            | Чемпионат        | Чемпионат | Чемпионат | Национальный кубок | Национальный кубок | Кубок Лиги | Кубок Лиги | Еврокубки | Еврокубки | Другие | Другие | Всего | Всего |
| Клуб                    | Сезон            | Лига             | Игры      | Голы      | Игры               | Голы               | Игры       | Голы       | Игры      | Голы      | Игры   | Голы   | Игры  | Голы  |
| ----------------------- | ---------------- | ---------------- | --------- | --------- | ------------------ | ------------------ | ---------- | ---------- | --------- | --------- | ------ | ------ | ----- | ----- |
| Милан                   | 2016-17          | Серия А          | 1         | 0         | 0                  | 0                  | —          | —          | —         | —         | 0      | 0      | 1     | 0     |
| Милан                   | 2017-18          | Серия А          | 28        | 10        | 5                  | 2                  | —          | —          | 13        | 6         | —      | —      | 46    | 18    |
| Милан                   | 2018-19          | Серия А          | 34        | 3         | 3                  | 2                  | —          | —          | 5         | 4         | 1      | 0      | 43    | 9     |
| Милан                   | Всего            | Всего            | 63        | 13        | 8                  | 4                  | 0          | 0          | 18        | 10        | 1      | 0      | 90    | 27    |
| Вулверхэмптон Уондерерс | 2019-20          | Премьер Лига     | 12        | 2         | 0                  | 0                  | 2          | 1          | 10        | 0         | —      | —      | 24    | 3     |
| Вулверхэмптон Уондерерс | 2020-21          | Премьер Лига     | 0         | 0         | 1                  | 0                  | 0          | 0          | —         | —         | —      | —      | 1     | 0     |
| Вулверхэмптон Уондерерс | Всего            | Всего            | 12        | 2         | 1                  | 0                  | 2          | 1          | 10        | 0         | 0      | 0      | 25    | 3     |
| → Фиорентина            | 2019-20          | Серия А          | 19        | 4         | 2                  | 1                  | —          | —          | —         | —         | —      | —      | 21    | 5     |
| → Фиорентина            | 2020-21          | Серия А          | 11        | 0         | 2                  | 0                  | —          | —          | —         | —         | —      | —      | 13    | 0     |
| → Фиорентина            | Всего            | Всего            | 30        | 4         | 4                  | 1                  | 0          | 0          | 0         | 0         | 0      | 0      | 34    | 5     |
| Всего за карьеру        | Всего за карьеру | Всего за карьеру | 105       | 19        | 13                 | 5                  | 2          | 1          | 28        | 11        | 1      | 0      | 149   | 35    |